# 1635: Гарматний закон
«1635: Гарматний закон» (англ. 1635: The Cannon Law) — шоста книга та п'ятий роман в жанрі альтернативної історії серії «1632». Автори - Ерік Флінт та Ендрю Денніс. Це другий роман у французько-італійській сюжетній нитці, яка почалася в книзі «1634: Справа Галілея» і була опублікована Baen Books 2006 року. У книзі досліджується реакція римсько-католицьких прихильників жорсткої лінії на дії папи Урбана VIII щодо толерантності до нової свободи віросповідання, яка вкорінювалася в Центральній Європі під час кульмінації справи Галілея.
Подібно до всіх попередніх книг серії, дія відбувається під час Тридцятилітньої війни. Серія розповідає про історію та політичне життя, американську культуру та багато інших речей, які сприймаються як належне в сучасних країнах Першого світу.

## Короткий зміст сюжету
Після подій «1634 року: Справа Галілея» Папа Римський Урбан VIII був схований під впливом дій американців після того, як його врятували від його спроби вбивства та його подальшого помилування Галілео Галілея. Однак відносини папи Урбана з американцями та їхніми союзниками викликають презирство його історичного ворога кардинала Гаспара Борха-і-Веласко, який голосно критикував дії чи бездіяльність Святого Престолу щодо Густава Адольфа, Галілея, а тепер кардинала Ларрі Маццаре, якому Урбан на короткий час заборонив в'їзд до Риму.
Кардинал Борха повертається до Риму, хоча він живе на околиці міста та має союзників з іспанським елементом Ватикану та заручається допомогою Франсіско де Кеведо-і-Вільєга, найманця-агента-провокатора. За наказом короля Іспанії Філіпа IV він має розпалити смуту в Римі після того, як Урбан не підтримав Іспанія у війні проти Сполучених Штатів Європи (СШЄ). Для цього він намагається дискредитувати Урбана та перетворити його на Папу-кульгаву качку. Борха перевищує ці накази, організовуючи військовий переворот, щоб повалити Урбана, що також спричинило смерть політичних союзників Урбана, включаючи його кардинала-племінника Антоніо Барберіні, і замінив його іспанською маріонеткою. Урбан рятується від своєї другої спроби смерті за допомогою американського римського посольства, що призвело до того, що Борха був оголошений антипапою. Його владу нового Папи визнали лише Іспанія та її сателіти.

## Літературне значення та відгуки
Publishers Weekly був дещо критичним у своїй рецензії: «Якщо цей роман не такий веселий, як його попередник, можливо, це тому, що в „Іспанській інквізиції“ насправді немає нічого смішного, попри Монті Пайтона». Роланд Грін у рецензії для Booklist був більш позитивним, сказавши, що «це, мабуть, найсильніша книга у чудовій сазі з першого тому „1632“». Рецензент SFRevu написав, що «у книзі є те айсбергське відчуття неминучості» і що «люди 1635 року, можливо, намагаються зійти зі шляху, встановленого для них історією, але вони все ще рухаються тими самими подіями і тиск, який вирішив їхні долі вперше».
«1635: Гарматний закон» був включений до списку бестселерів журналу Locus у твердій обкладинці два місяці поспіль наприкінці 2006 року та на початку 2007 року, посівши 8 місце.